# 房子城遗址
房子城遗址，位于中国河北省石家庄市古城村，为石家庄市高邑县的一个省级文物保护单位，类型为古遗址，公布时间为1993年7月15日。
房子城遗址的历史年代为战国——北朝。